# Wasserthaleben
Wasserthaleben est une commune allemande de l'arrondissement de Kyffhäuser, Land de Thuringe.

## Géographie
Wasserthaleben se situe sur l'Helbe.
|              | Großenehrich   |         |
| Großenehrich | Wasserthaleben |         |
|              |                | Clingen |

Wasserthaleben se trouve sur la Bundesstraße 4 et la ligne de Wolkramshausen à Erfurt.

## Histoire
Wasserthaleben est mentionné pour la première fois en 1224 sous le nom de Talhahem ou Thalheim.

## Personnalités liées à la commune
- Franz Ludwig Zahn (1798-1890), pédagogue